# LGBT práva v Tunisku

Duhová mapa Tuniska

Lesby, gayové, bisexuálové a transexuálové v Tunisku čelí právním komplikacím a diskriminaci ze strany většinové společnosti. S odkazem na zprávu od Mezinárodní asociace leseb a gayů z května 2012 jsou oba homosexuální pohlavní styky, mužský i ženský, v Tunisku ilegální.

## Veškeré zákony týkající se LGBT osob
| Legální stejnopohlavní styk                                                             | Ilegální (Trest: Až 2 roky vězení, pokuta) |
| Stejný věk legální způsobilosti k pohlavnímu styku pro obě orientace                    | No                                         |
| Anti-diskriminační zákony v zaměstnání                                                  | No                                         |
| Anti-diskriminační zákony v přístupu ke zboží a službám                                 | No                                         |
| Anti-diskriminační zákony v ostatních oblastech (homofobní urážky, zločiny z nenávisti) | No                                         |
| Stejnopohlavní manželství                                                               | No                                         |
| Jiná forma stejnopohlavního soužití                                                     | No                                         |
| Adopce dítěte partnera                                                                  | No                                         |
| Společná adopce stejnopohlavními páry                                                   | No                                         |
| Gayové a lesby mohou otevřeně sloužit v armádě                                          | No                                         |
| Možnost změny pohlaví                                                                   | No                                         |
| Přístup k umělému oplodnění pro lesbické ženy                                           | No                                         |
| Náhradní mateřství pro gay páry                                                         | No                                         |
| MSM mohou darovat krev                                                                  | No                                         |